# بيكابليرمين
بيكابليرمين (الاسم التجاري Regranex )
وهو دواء للندوب ، على شكل جل موضعي .Regranex عامل نمو مشتق من الصفيحات البشرية يوصف لعلاج التقرحات العصبية في الأطراف السفلية لمرضى السكري.
يُعرف أيضا ب «عامل نمو المشتق من الصفيحات BB»
.

## الاستخدامات الطبية
يستخدم لعلاج تقرحات قدم السكري. أظهرت الدراسات أنّ بيكاليرمين عندما يستخدم مع العناية الجديدة للإصابة، أنه يزيد الالتئام بشكل ملحوظ بمعدل أسرع بست أسابيع. دراسات الاقتصاد الصيدلاني عززت قيمة الفعالية للبيكابليرمين كدواء مساعد للعناية الجيدة بالإصابة.
تتفاوت كمية البيكاليرمين التي يمكن وضعها على الإصابة حسب حجم المنطقة المتقرحة حيث يجب حفظ البيكاليرمين في الثلاجة, أظهر تحليل المنطقة الملتئمة للجروح أن عامل النمو المشتق من الصفيحات BB
يحفز تمايز وتكاثر خلايا الأرومة الليفية ويزيد من عملية الالتئام لدى المرضى الذين يعانون من نقص في القدرة على الالتئام، مثل مرضى السكري.  

## موانع الاستعمال
يجب عدم استخدام البيكاليرمين في المناطق المصابة بسرطان الجلد.

## الآثار الجانبية
الأعراض الجانبية الأكثر شيوعا في الدراسات السريرية هي طفح حُمامي
يوضع تحذير سلامة على العلبة أنه يزيد معدل الموت بالسرطان عند استخدام ثلاث أنابيب من الدواء أو أكثر, Regranex يستخدم بحذر في  حالة الإصابة الخبيثة المعروفة.

## روابط خارجية
- Regranex website